# Athalia (Ohio)
Pour les articles homonymes, voir Athalia (homonymie).
Athalia est un village américain situé dans le comté de Lawrence, dans l'Ohio. Selon le recensement de 2010, sa population est de 373 habitants.